# Exposition internationale de l'aviation et de l'aérospatiale de Chine
L'exposition internationale de l'aviation et de l'aérospatiale de Chine (chinois : 中国国际航空航天博览会 ; pinyin : zhōngguó guójì hángkōng hángtiān bólǎnhuì), également appelé Airshow China (中国航展, zhōngguó hángzhǎn) ou Zhuhai Airshow (珠海航展, zhūhǎi hángzhǎn) est un salon qui se déroule tous les deux ans à l'Aéroport de Zhuhai-Jinwan, de Zhuhai, au Sud-ouest du delta de la rivière des Perles, dans la province du Guangdong, en République populaire de Chine.
C'est l'occasion de démonstrations d'aéronefs militaires et civils et de lanceurs spatiaux, et c'est le plus important salon chinois dans ce domaine.

## Galerie

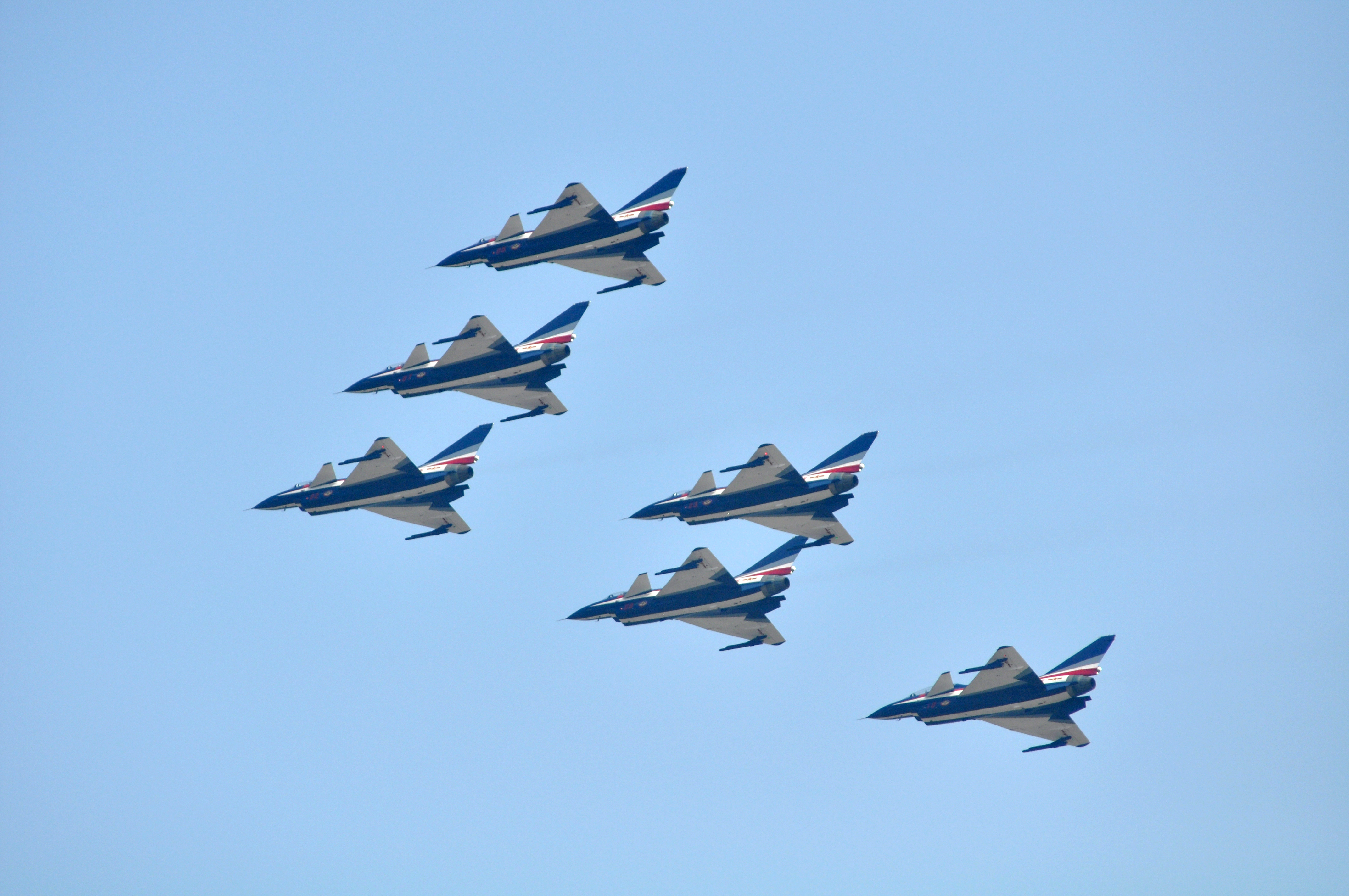
équipe de voltige aérienne, 1er août chinois.
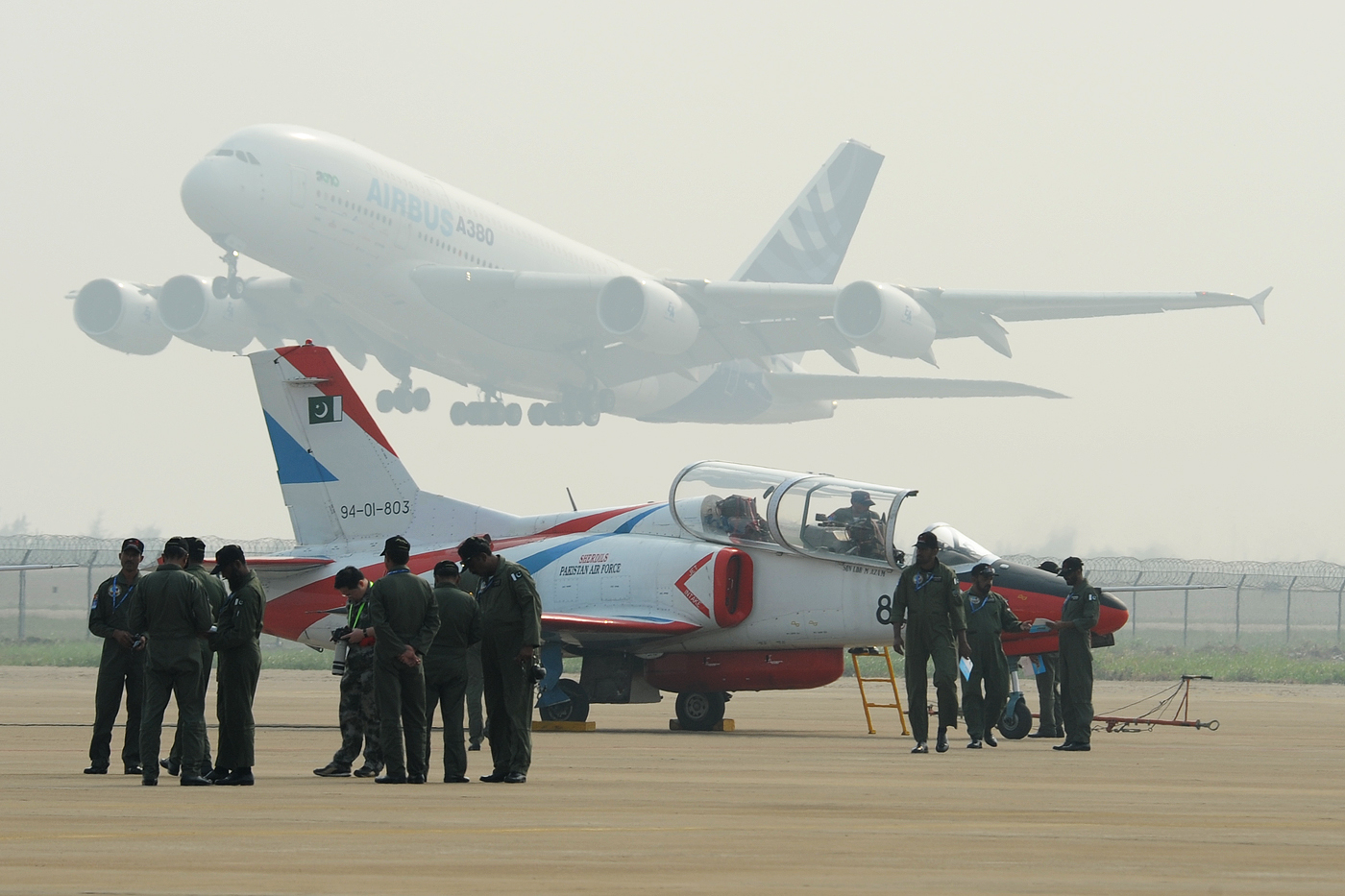
Nanghang K-8 Karokorum pakistanais et Airbus A380.
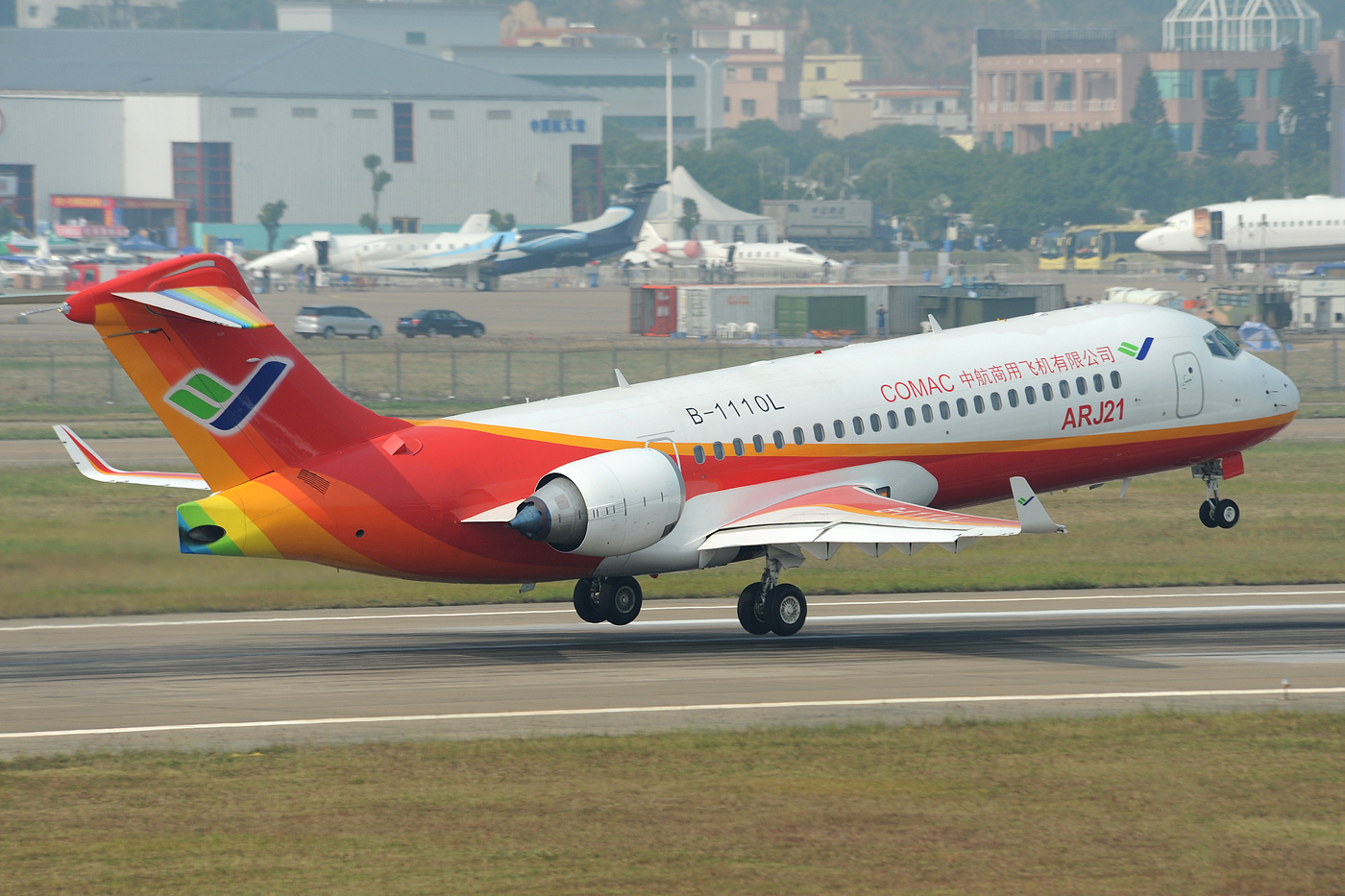
Comac ARJ21 sur la piste
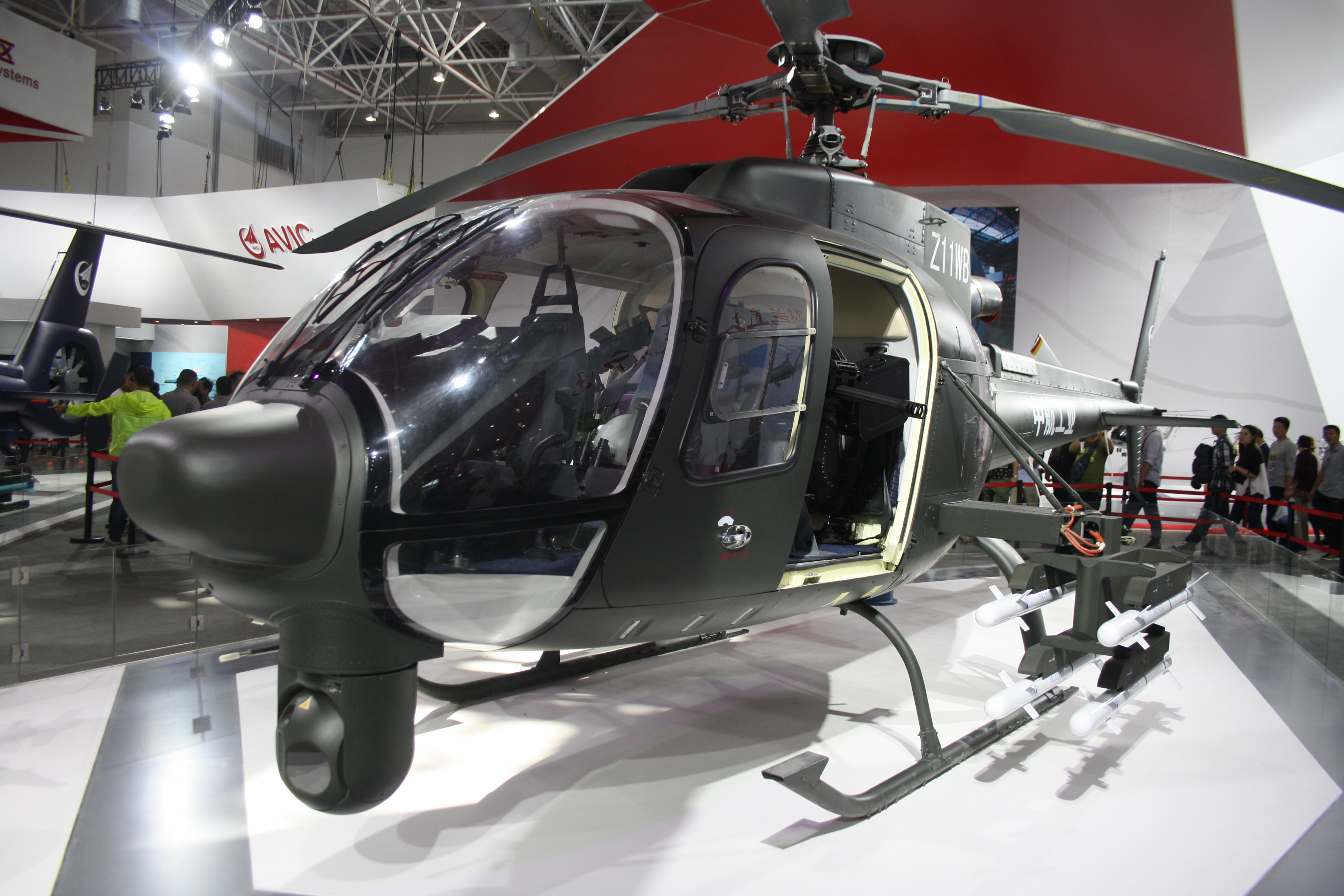
Changhe Z-11 dans les hangars du salon
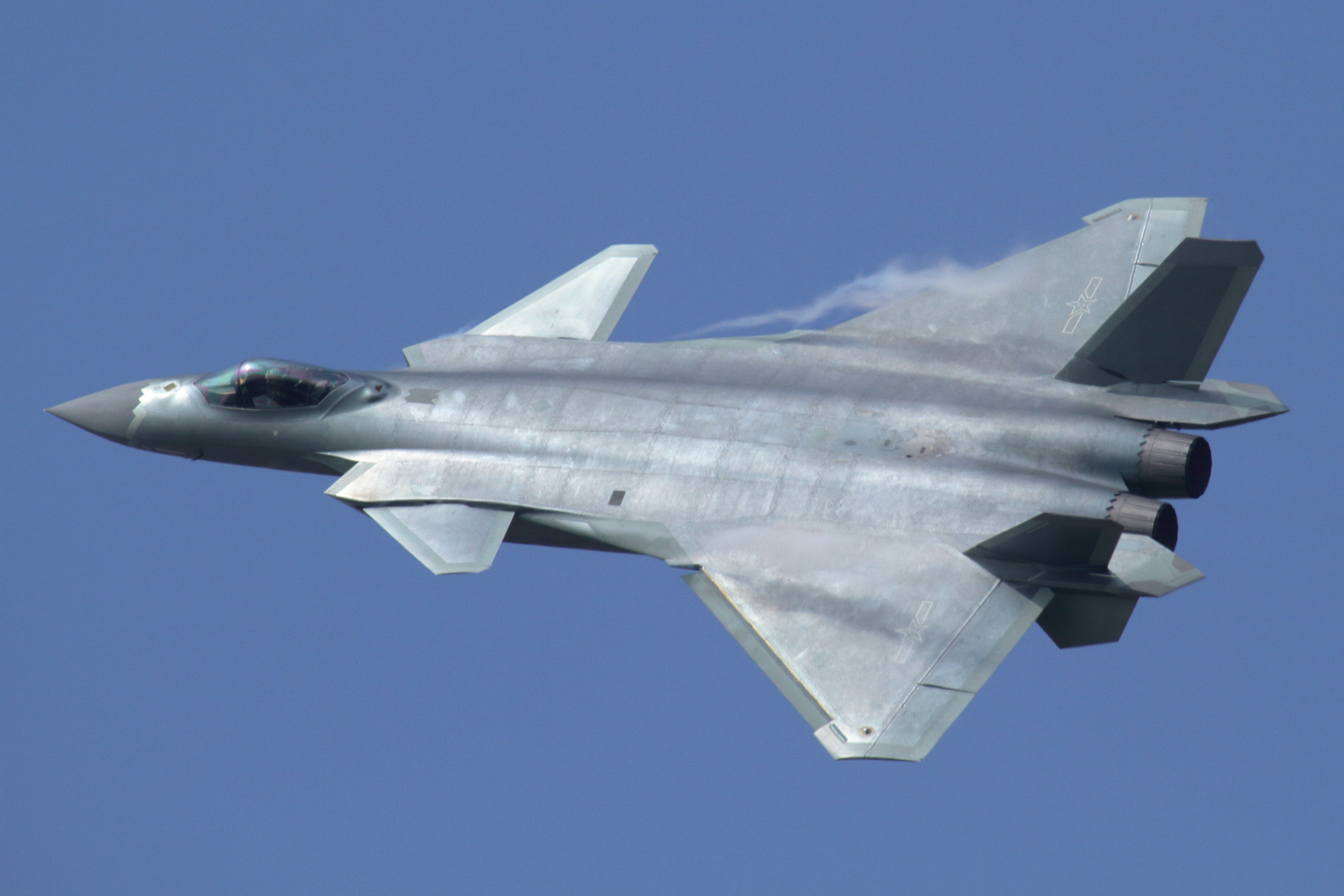
Démonstration du Chengdu J-20
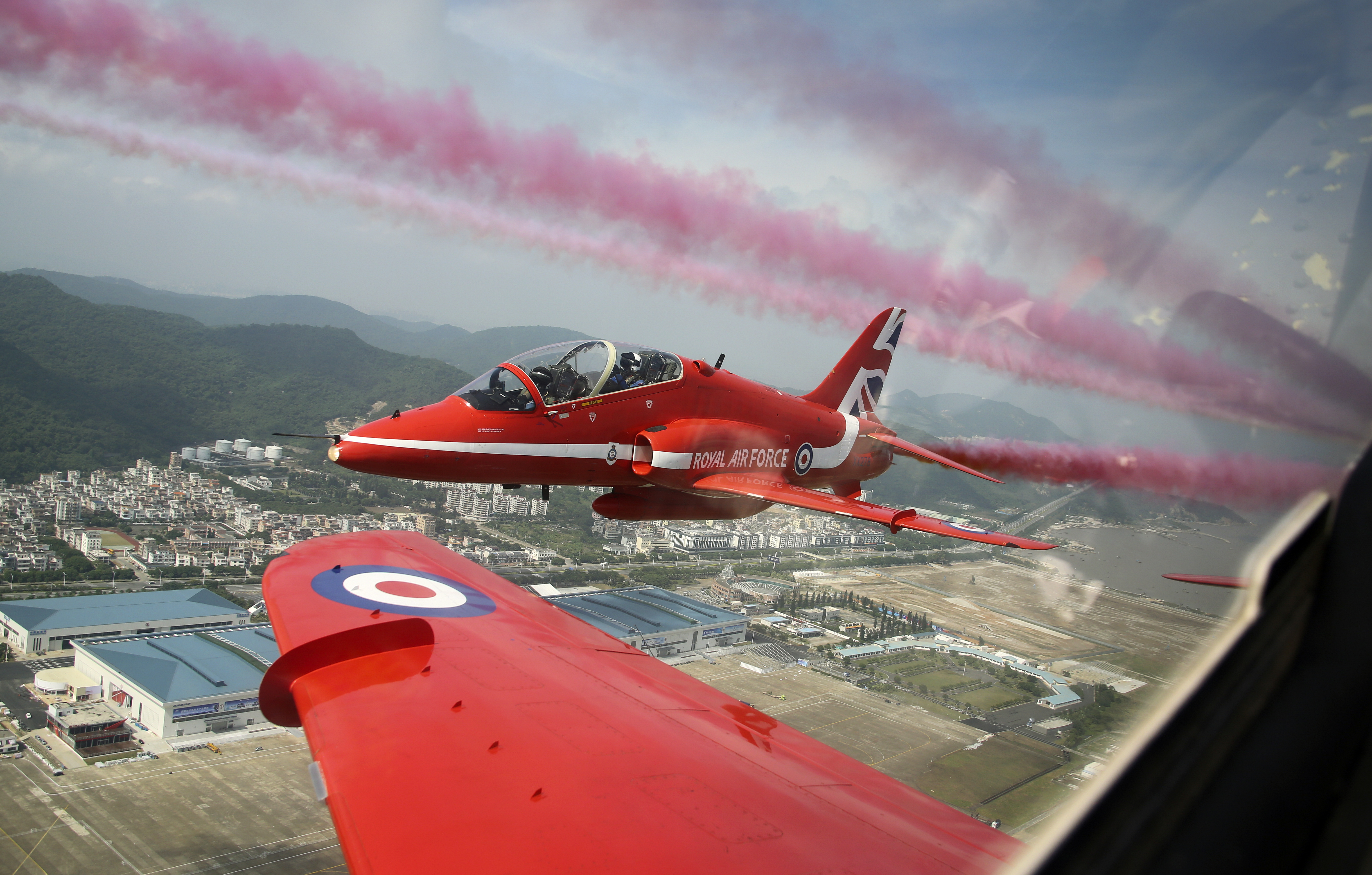
Survol du salon par les Red Arrows britanniques.